# Т-35
Т-35 је био совјетски вишекуполни тешки тенк произведен у периоду између два светска рата. Био је једини тешки тенк са пет купола на свету који је ушао у серијску производњу, али се показао спорим и механички непоузданим. Највећи број тенкова Т-35 који су били у оперативној употреби у почетној фази операције Барбароса углавном је изгубљено због механичких кварова, а не услед непријатељског дејства.

## Развој и производња
Т-35 је пројектован од стране ОКМО пројектантског бироа Бољшевичке фабрике током тридесетих година 20. века. Два одвојена тима пројектовала су два различита тенка. Тим који је предводио немачки инжењер Гроте радио је на 100 t тешком тенку са четири куполе под ознаког ТГ-5, који је био наоружан са морнаричким топом калибра 107 mm и који је имао пенуматску серво контролу и пнеуматско вешање. Овај пројекат је касније отказан.
Концепт великих, вишекуполних тенкова намењених за пробој непријатељске линије фронта вио је веома популаран међу неким европским армијама између 1920. и 1930. године. Земље као што су Уједињено Краљевство, Француска и Немачка већ су имале урађене пројекте за оваква возила. Други тим ОКМО, који је предводио Н. Тсиетс радио је на пројектовању тенка инспирисан британским Викерс А1Е1 независним тенком.
До јула 1923. године направљен је прототип тенка тежине 35 t који је био наоружан топом калибра 7,62 mm. Први протитоп је био унапређен додавањем још четири куполе, две са топовима калибра 37 mm и две са митраљезима. Први прототип је имао неколико озбиљних кварова на трансмисији и сматрало се да је сувише компликован и прескуп за производњу. Због тога је рад на њему обустављен, а направљен је нови, знатно једноставнији прототип.
Нови прототип је добио нов мотор, нови мењач и имао је побољшан пренос. Поред ових унапређења, донета је одлука да се изврши стандардизација купола коришћених на Т-35 са куполама коришћеним на трокуполном средњем тенку Т-28. Мале митраљеске куполе биле су идентичне на оба тенка. Главна купола у којој се налазио топ калибра 76,2 mm била је скоро идентична, а једина разлика била је та што је главна купола на тенку Т-28 имала додатни митраљез за дејство у задњној полусфери.
11. августа 1933. године. Т-35 је ушао у серијску производњу. Производња је премештена у фабрику локомотива у Харкову где су произведене две серије од по десет возила.
Искуство стечено приликом тестирања два прототипа искоришћено је током производње тако да је први серијски Т-35 Модел 1935 већ имао одређена побољшања у односу на други прототип. Серијски Т-35 имао је дужу шасију и био је наоружан топовима калибра 45 mm који су заменили топове калибра 37 mm. Производња је трајала од 1935. до 1938. године. Током читаве производње, поједини тенкови су модификовани у самој фабрици како би се побољшале њихове карактеристике. Производни модели су имали мање куполе исте као на тенковима БТ-5 само без задње избочине. На неким моделима су топови калибра 45 mm били замењени бацачима пламена. У последњној серији произведено је шест тенкова Т-35 Модел 1938 са новим куполама које су имале искошен оклоп, са новим бочним оклопним екранима и новим лењивцима.
Руски и западни историчари се не слажу око порекла дизајна тенка Т-35. Док западни историчари сматрају да је као основа за пројектовање тенка Т-35 послужио британски тенк Викерс А1Е1, руски историчари то негирају. Немогуће је са сигурношћу тврдити ко је у праву, мада одређене историјске чињенице, као што је неуспели покушај Русије да купи од Велике Британије наведени тенк говоре у корист западног становишта. Међутим, не сме се занемарити ни утицај немачки инжењера који су крајем двадесетих година прошлог века, у бази Кама у СССР пројектовали и тестирали сличне моделе тенкова. Уобичајена пракса тог времна била је да се активно користе искуства других земаља у пројектовању и употреби борбене технике. СССР, који је у овом периоду купио танкете Викерс Карден Лојд, Викерс Е лаки тенк и Крузер Мк II средњи тенк, као и лиценцу за нови амерички систем вешања Кристи, предњачио је у овој пракси.
Због изузетно високе цене производње, укупнно је произведен само 61 примерак тенка Т-35.

## Борбена употреба
Т-35 се налазио у наоружању совјетске 5. самосталне тешке тенковске бригаде стациониране у Москви која је често била ангажована за учествовање у војним парадама у периоду од 1935. до 1940. године. У јуну 1940. године покренуто је питање да ли тенкове Т-35 треба повући из активне службе, уз могућност да буду или претворени у самоходна артиљеријска оруђа или додељени војним академијама за обуку питомаца. Коначан избор наметнуо је почетак напада на СССР, због чега је одлучено да ови тенкови буду употребљени за борбу против агресора. Сви борбено способни тенкови Т-35 груписани су у 67. и 68 тенковски пук из састава 34. тенковске дивизије 8. механизованог корпуса у Кијевском специјалном војном дистрикту.
Током операције Барбароса, 90% тенкова Т-35 67. и 68. тенковског пука изгубљено је не као последица непријатељског дејства већ услед механичких кварова или су једноставно били напуштени и уништени од стране њихових посада. Најчешћи узрок због којег је тенк испадао из строја био је квар на трансмисији. Последња забележена борбена дејства тенка Т-35 одиграла се током почетне фазе битке за Москву. Четири тенка Т-35 коришћена су у совјетској позадини за обуку тенковских посада. Један од њих је сачуван и може се видети у тенковском музеју Кубинка у близини Москве.
Тврдње да је Т-35 коришћен током Зимског рата у Финској, које су се појавиле у западним изворима, негиране су од стране руских историчара. У Зимског рату је заправо употребљен прототип новог вишекуполног тенка СМК који је онеспособљен током борби када је налетео на финску противтенковску мину. Сви совјетски покушаји да се ова грдосија тешка 55 t поврати су пропали. Фотографије овог тенка погрешно су протумачене од стране немачких обавештајаца који су утврдили да се на њима налази совјетски тенк Т-35Ц.

## Варијанте
- Т-35-1 прототип
- Т-35-2 прототип
- Т-35А серијски модел
- Т-35Б нови мотор (произведен је само један прототип)
- СУ-7 прототип наоружан топом калибра 254 mm, хаубицом калибра 305 mm или минобацачем калибра 400 mm. Тежине преко 106 t.